# Demande d'adhésion du Maroc à la Communauté économique européenne
La demande d'adhésion du Maroc aux Communautés européennes fait référence à la demande d'adhésion aux Communautés européennes déposée par le roi du Maroc Hassan II lors du Conseil européen des 25 et 26 juin 1984 à Fontainebleau, et révélée par la presse,. Celle-ci fut rejetée en octobre 1987.

## Relations passées
Le premier partenariat entre le Maroc et ce qui allait devenir l'Union européenne a été initiée en mars 1969 par la signature d'un accord commercial. Un nouvel accord commercial fut ensuite signé en avril 1976,.

## Déroulement

### Dépôt de la demande
Lors de sa visite à Paris en octobre 1983, le roi du Maroc, Hassan II, fait part au président de la République française, François Mitterrand, de son intention de demande l'adhésion du Maroc au Traité de Rome.
Le 15 juin 1984, Hassan II adresse une lettre à François Mitterrand, alors président du Conseil européen, lui faisant part de la volonté du Royaume du Maroc d'adhérer aux traités instituant les Communautés européennes,,.
Hassan II informe le Conseil européen des 25 et 26 juin 1984 à Fontainebleau de la demande d'adhésion du Maroc à la Communauté économique européenne. Elle a été rendue publique le 10 novembre 1984 lors d'un entretien avec Hassan II, publié dans le journal Le Monde[réf. nécessaire].
Hassan II envoie le 8 juillet 1987 une lettre au président du Conseil des Communautés européennes pour soumettre officiellement une demande d'adhésion du Royaume du Maroc aux Communautés européennes,. Le Royaume du Maroc saisit solennellement la Commission européenne à ce sujet le 20 juillet 1987.

### Réactions des institutions européennes

#### Demande du Parlement à la Commission européenne
À la suite de la demande d'adhésion, le député européen Karel van Miert a posé, le 10 décembre 1984, la question suivante à la Commission des Communautés européennes :

« Des communiqués de presse rapportent que le Maroc a officiellement déposé sa candidature d'adhésion à la Communauté européenne et que les Chefs d'État et de Gouvernement ont examiné cette candidature lors du Conseil européen de Fontainebleau. Aux termes de l'article 237 du traité CEE, « tout État européen peut demander à devenir membre de la Communauté … ». La Commission estime-t-elle que l'adhésion du Maroc à la Communauté est possible en vertu des traités instituant les Communautés européennes actuellement en vigueur ? »

Le 19 février 1985, Jacques Delors, alors président de la Commission européenne, répond par la négative.

#### Demande du Parlement au Conseil des Communautés européennes
Le 13 février 1985, le député européen Horst Seefeld pose à son tour une question au Conseil :

« Les informations parues dans la presse selon lesquelles le Maroc aurait demandé à la Communauté sont-elles exactes et, dans l'affirmative, cette demande a-t-elle été présentée par la voie officielle et quelle a été la réaction du Conseil ? »

Le Conseil répond à cette question que le Maroc n'a déposé aucune demande d'adhésion à la Communauté.
Cette réponse du Conseil s'explique par le fait que la demande, formulée par le roi du Maroc, n'a pas été transmise au « Conseil », selon les termes de l'article 237, mais au Conseil européen qui n'était alors qu'une institution de facto, non prévue par le texte des traités.

### Position du Maroc

#### Avis du roi Hassan II
Le roi Hassan II motive cette demande par plusieurs motifs :
- géographique : un projet de pont reliant le Maroc à l'Europe par le détroit de Gibraltar existait alors. De plus, le roi souligne la proximité du Maroc avec le continent européen[8].
- géopolitique : le roi souligne l'importance géopolitique que constituerait l'adhésion du Maroc, lui donnant un « recul stratégique »[10]. Il qualifie ainsi le Maroc d'« arrière-pays » de l'Europe[8].
- économique : le Maroc serait un point de transit des richesses minières et pétrolières de l'Afrique vers l'Europe[11].
- et démocratique : le roi souligne la présence d'institutions politiques démocratiques au Maroc[11].

Ces arguments sont à l'origine de la demande politique formulée au Conseil européen, et non pas au Conseil des Communautés européennes.

#### Avis d'Azeddine Guessous
Azzeddine Guessous, alors ministre du Commerce, de l’Industrie et du Tourisme du Maroc, considère que la demande formulée s'inscrit dans un projet à long terme (rappelant la durée des négociations ayant permis l'adhésion de certains États).
Par ailleurs, il souligne que le Maroc ne reniera pas son caractère africain et son appartenance à la Ligue arabe. Cependant, il convient de remarquer que cette demande d'adhésion fait suite au retrait du Maroc de l'Organisation de l'unité africaine (devenue depuis l'Union africaine) après l'adhésion de l’État non reconnu internationalement et revendiqué par le Maroc du Sahara occidental.
Parmi les raisons justifiant la demande d'adhésion, le ministre rappelle que les Communautés constituent un marché de 360 millions d'habitants à fort pouvoir d'achat.

### Négociations
Les négociations commencent le 16 décembre 1985. Le 1er octobre 1987, le Conseil européen rejette la candidature marocaine à l'Union européenne sur la base de l'article 49 du traité sur l'Union européenne qui dispose que l’État candidat doit être géographiquement « européen ».

## Conséquences
À la suite du refus du Conseil européen, l'accord commercial de 1976 est renégocié et des dispositions économiques, sociales et financières sont ajoutées en 1988. En 1996, un accord d'association — adopté dans le cadre du partenariat Euromed établi à Barcelone en 1995 — est signé, lequel entre en vigueur en 2000. Enfin, le 13 octobre 2008, le Maroc se voit octroyer un statut avancé, renforçant le partenariat préexistant.